# Equivalencia de base granular

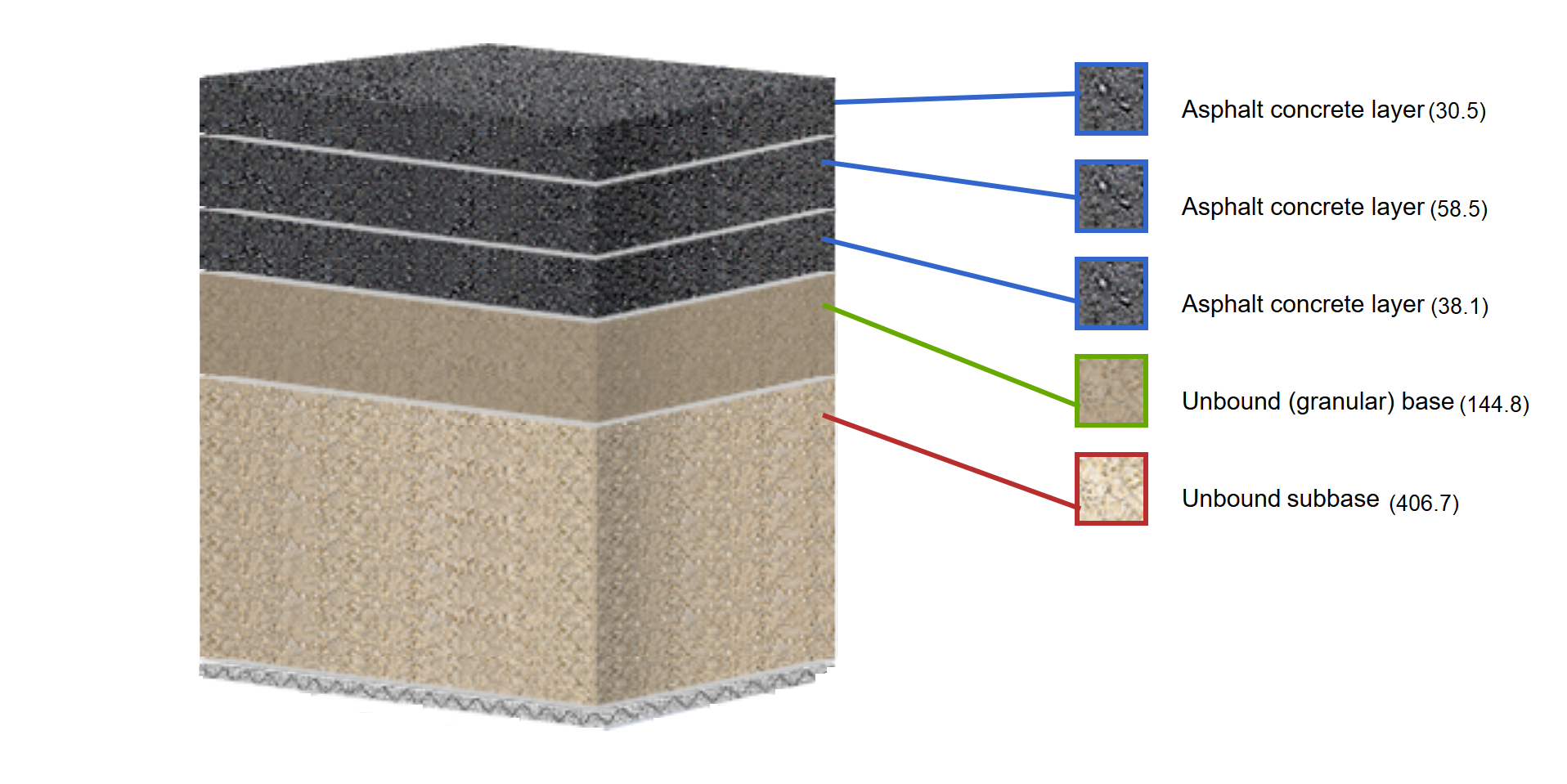
Este camino se compone de las siguientes capas: subbase, base y tres capas de asfalto.

La equivalencia de base granular (en inglés Granular base equivalency) (GBE) es una medida del espesor total del pavimento. Debido a que el pavimento está compuesto por múltiples capas con diferentes propiedades mecánicas, su espesor total se mide mediante GBE. GBE traduce el grosor de diferentes capas de carreteras a un número utilizando un conjunto de coeficientes. Entonces, para calcular el GBE, la profundidad de cada capa debe multiplicarse por el factor de equivalencia granular para el material en esa capa. El GBE es la suma de estos números. La equivalencia de base granular es un factor importante en el diseño de carreteras y en el modelado del rendimiento del pavimento.

## Ejemplo
A continuación, se muestra un ejemplo de cálculo de GBE adoptado de Piryonesi (2019). El ejemplo es sobre una carretera de la base de datos LTPP. Este camino está hecho de estas capas: subbase, base y tres capas de concreto asfáltico caliente. Sus espesores se dan en milímetros en la siguiente tabla. El GBE total para esta carretera 805,7 milímetros.
| Capa             | Grosor (mm) | Coeficiente | GBE (mm) |
| ---------------- | ----------- | ----------- | -------- |
| Asfalto caliente | 30.5        | 2           | 61.0     |
| Asfalto caliente | 58.5        | 2           | 117.0    |
| Asfalto caliente | 38.1        | 2           | 76.2     |
| Base             | 144.8       | 1           | 144.8    |
| Subbase          | 607.1       | 0.67        | 406.7    |
| Total            | -           | -           | 805.7    |